# Parco nazionale del monte Pascoal
Il parco nazionale del monte Pascoal (in portoghese Parque Nacional e Histórico do Monte Pascoal) è un parco nazionale situato nello stato di Bahia, in Brasile.

## Storia
Il parco, di importanza sia naturale che storica, giace all'interno del bioma della Foresta Atlantica. Ricopre un'area di 22.332 ettari, di cui 8627 vanno a sovrapporsi alle terre indigene di Barra Velha. La sua istituzione venne sancita dal decreto 242 del 29 novembre 1961, ma i suoi confini furono modificati dal decreto 3421 del 20 aprile 2000; la sua amministrazione è affidata all'Istituto Chico Mendes per la conservazione della biodiversità. È entrato a far parte del Corridoio ecologico della Foresta Atlantica centrale, istituito nel 2002. Copre parte dei comuni di Porto Seguro e di Prado.
È una delle Riserve della Foresta Atlantica Costa della Scoperta, un gruppo di otto aree protette che proteggono una superficie complessiva di 112.000 ettari del bioma della Foresta Atlantica che è stato dichiarato Patrimonio dell'umanità. All'interno del parco, al quale deve il nome, si eleva il monte Pascoal, il primo lembo di terra avvistato dall'esploratore portoghese Pedro Álvares Cabral.

## Flora e fauna
L'area protetta viene inserita nella Categoria II («parco nazionale») della Classificazione internazionale delle aree protette della IUCN. Ha l'obiettivo di preservare ecosistemi naturali di grande rilevanza ecologica e di bellezza paesaggistica, nonché di consentire la ricerca scientifica, l'educazione ambientale, le attività ricreative all'aperto e l'ecoturismo.
Tra le specie di uccelli qui presenti vi sono l'amazzone cigliarosse (Amazona rhodocorytha), la poiana collobianco (Buteogallus lacernulatus), il picchio collare nero (Celeus torquatus), il beccabacca testanera (Carpornis melanocephala), l'hocco beccorosso (Crax blumenbachii), la cotinga fasciata (Cotinga maculata), lo scricciolo formichiero codafasciata (Myrmotherula urosticta) e il parrocchetto golablu (Pyrrhura cruentata). Altre specie protette che vivono nella riserva sono il giaguaro (Panthera onca), il puma (Puma concolor), l'armadillo gigante (Priodontes maximus), il pesce Mimagoniates sylvicola e la formica Dinoponera lucida.